# Hulsel
Hulsel est un village de 699 habitants (2009) dans la commune de Reusel-De Mierden, dans la province du Brabant-Septentrional aux Pays-Bas.

## Géographie

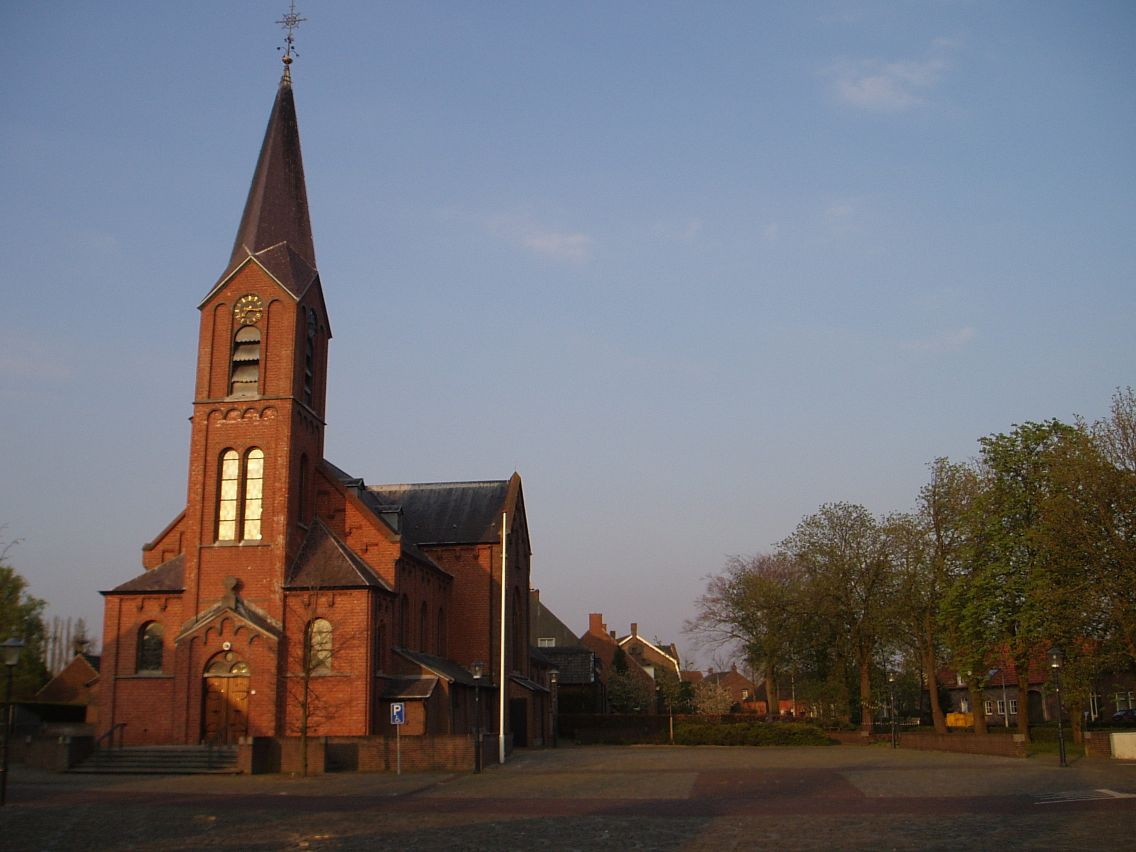
L'église et la place centrale

Le village de Hulsel, avec ses hameaux De Hoef, Vooreind, et Heikant, forme la partie nord-est de la commune. Hulsel se trouve à peu près à mi-chemin entre les villages de Reusel, Hooge Mierde, Lage Mierde, Netersel et Bladel. Hulsel est le plus petit village des quatre villages composant la commune de Reusel-De Mierden.

## Histoire
Hulsel est mentionné pour la première fois en 710 sous la forme Hulislaum, lorsque le bourg fait partie d'une donation de Bertilinde, fille de Wigibald, à Willibrord, abbé de l'abbaye bénédictine d'Echternach au Luxembourg et premier évêque d'Utrecht. Le village de Hapert, à 6 km, faisait également partie de cette donation.
L'unité administrative entre Hulsel et les deux Mierden remonte au moins jusqu'au milieu du XVIIIe siècle. Cette unité a duré jusqu'en 1997, année de la fusion de Hooge en Lage Mierde avec Reusel.

## Aujourd'hui

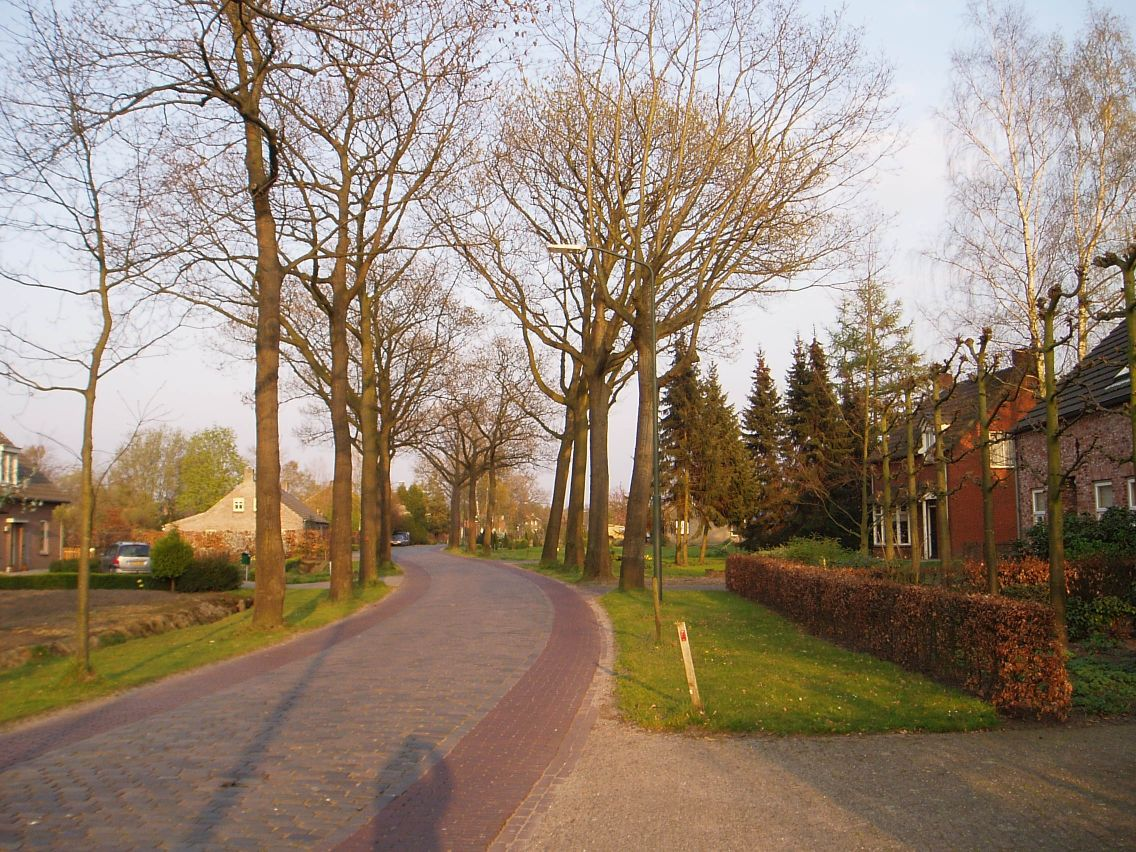
Hameau de Vooreind

De nos jours, Hulsel a su maintenir son caractère essentiellement agricole. Le village est doté d'une riche vie associative, mais ne compte plus guère de commerces.